# 格利澤1083
格利泽1083是一顆位於金牛座附近的紅矮星，距離地球約33.4光年。